# Базовский сельсовет (Новосибирская область)
Базовский сельсовет — сельское поселение в Чулымском районе Новосибирской области Российской Федерации.
Административный центр — посёлок Базово.

## История
Статус и границы сельского поселения установлены Законом Новосибирской области от 2 июня 2004 года № 200-ОЗ «О статусе и границах муниципальных образований Новосибирской области»

## Население
| 2002  | 2010  | 2012  | 2013  | 2014  | 2015  | 2016  |
| ----- | ----- | ----- | ----- | ----- | ----- | ----- |
| 1195  | ↘1191 | ↘1142 | ↘1103 | ↘1074 | ↘1073 | ↗1080 |
| 2017  | 2018  | 2019  | 2020  | 2021  |       |       |
| ↘1062 | ↘1040 | ↘1021 | ↘999  | ↘989  |       |       |

## Состав сельского поселения
| № | Населённый пункт | Тип населённого пункта          | Население |
| - | ---------------- | ------------------------------- | --------- |
| 1 | Алексеевка       | посёлок                         | ↘465      |
| 2 | Базово           | посёлок, административный центр | ↘726      |